# 全音符

図1 全音符と全休符

全音符（ぜんおんぷ、アメリカ英語：whole note、イギリス英語：semibreve）は、楽譜で使われる音符の1つ。4/4拍子において4拍子の長さを持つ。

## 表記
全音符は二分音符のように中空で楕円形の符頭を持つが、符幹はない（図1参照）。4/4拍子における4拍分に当たり、1小節の長さを占める。
他の音符は全音符の倍数または分数である。例えば倍全音符は全音符の2倍の長さで、二分音符は2分の1、四分音符は4分の1の長さである。
関連記号として全休符がある。通常は（小節内に全休符が単独で存在する場合）拍子に関わらず小節全体に適用されるが、3/2や5/4といった長い拍子では全音符の長さを表す休符を意味することがある（小節全体の休符は小節内の中央に書かれるが、全音符の長さの休符は音符の位置に合わせて書かれる）。全休符は五線譜の上から2番目の線の下に置かれる中黒の長方形で書かれるが、より複雑なポリフォニックな楽節では別の線（または加線）の下に置かれることもあり、2つの楽器やボーカリストが1つの五線譜に書かれており、一方が一時的に休止になっている場合もある。
全音符と全休符は、アングリカン・チャントのような自由なリズムの音楽では小節の拍子に関係なく小節全体を表すのに使われることがある。この用法は一般的にあらゆる形式の音楽に適用できる。

## 歴史
全音符は13世紀後半の楽譜で初めて見られる(Morehen and Rastall 2001)。定量記譜法における丸くて幹のないsemibrevisに由来し、これがイギリスでの名前の由来となっている。

## 名前の由来
イギリス英語の用語はイタリア語のsemibreveに由来し、これ自体はラテン語の-semi（半分）とbrevis（短い）を基にしている。アメリカ英語のwhole noteはドイツ語の ganze Noteの翻訳借用である。カタルーニャ語のrodona、フランス語のronde、スペイン語のredondaなどいくつかの言語ではその丸い形が名前の由来となっている。ギリシア語における名前は「全部」を意味し、中国語、日本語、韓国語、ベトナム語の名前は「全部の音符」を意味する。